# Александравичюс, Пятрас Юргио
Пятрас Юргио Александравичюс — советский сельскохозяйственный деятель, лауреат Государственной премии СССР за выдающиеся достижения в труде.

## Биография
Родился в 1925 году в Карказе. Член КПСС с 1967 года.
В 1950—1955 гг. — колхозник, в 1955—1976 гг. — бригадир полеводческой бригады колхоза «Аушрос» Каунасского района Литовской ССР. В 1976—1985 гг. — бригадир полеводческой бригады колхоза «Пайесио» Каунасского района Литовской ССР.
За выдающиеся достижения в получении высоких и устойчивых урожаев зерновых культур на основе постоянного повышения плодородия земель, эффективного использования достижений науки, техники и новых форм организации труда был в составе коллектива удостоен Государственной премии СССР за выдающиеся достижения в труде 1975 года.
Жил в Литве.

## Награды
- Орден Ленина (08.04.1971)